# Anna Szostak-Myrczek
Anna Urszula Szostak-Myrczek (ur. 10 listopada 1957 w Czechowicach-Dziedzicach) – polska dyrygentka, profesor sztuki.

## Życiorys
W 1981 r. ukończyła studia wychowania muzycznego na Uniwersytecie Śląskim w Katowicach, w 2004 r. obroniła pracę doktorską, w 2013 r. habilitowała się na podstawie pracy zatytułowanej Musica figurata ad usum publicum. Krzysztof Baculewski - twórczość chóralna w kontekście praktyki wykonawczej. W 2021 r. uzyskała tytuł profesora sztuki.
Jest pracownikiem naukowym na Uniwersytecie Śląskim w Katowicach.
W 1990 założyła Zespół Śpiewaków Miasta Katowic „Camerata Silesia”, jest jego dyrektorem i dyrygentem.
W 2004 otrzymała Nagrodę im. Jerzego Kurczewskiego. W 2015 została nominowana do nagrody Koryfeusz Muzyki Polskiej, a także otrzymała Brązowy Medal „Zasłużony Kulturze Gloria Artis”